# Cardiocondyla
Cardiocondyla är ett släkte av myror. Cardiocondyla ingår i familjen myror.

## Bildgalleri

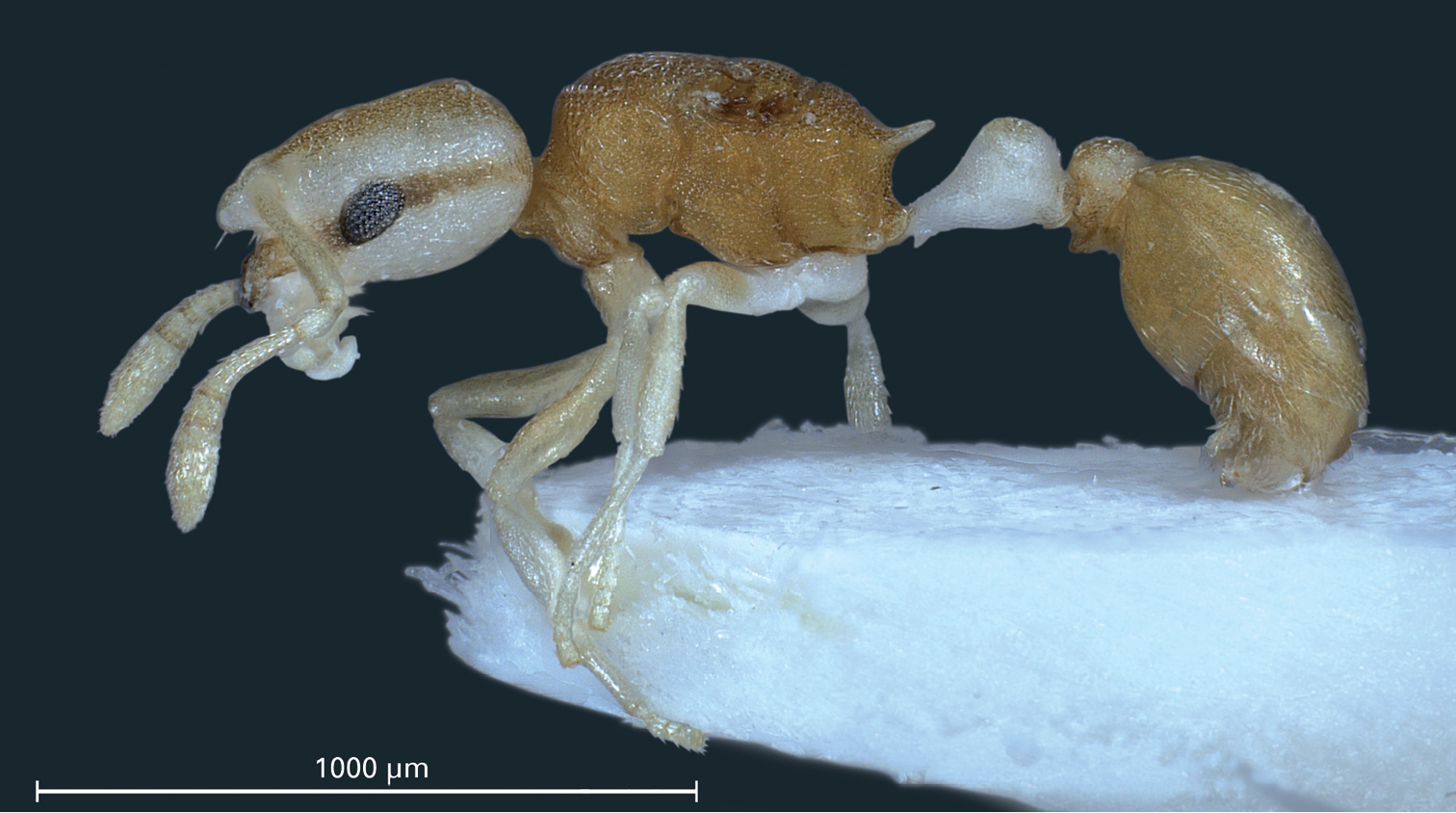

## Dottertaxa tillCardiocondyla, i alfabetisk ordning[1]
- Cardiocondyla batesii
- Cardiocondyla bogdanovi
- Cardiocondyla britteni
- Cardiocondyla bulgarica
- Cardiocondyla carbonaria
- Cardiocondyla cristata
- Cardiocondyla ectopia
- Cardiocondyla elegans
- Cardiocondyla emeryi
- Cardiocondyla jacquemini
- Cardiocondyla koshewnikovi
- Cardiocondyla kushanica
- Cardiocondyla longispina
- Cardiocondyla mauritanica
- Cardiocondyla monardi
- Cardiocondyla neferka
- Cardiocondyla nigra
- Cardiocondyla nigrocerea
- Cardiocondyla nilotica
- Cardiocondyla nivalis
- Cardiocondyla nuda
- Cardiocondyla papuana
- Cardiocondyla paradoxa
- Cardiocondyla parvinoda
- Cardiocondyla provincialis
- Cardiocondyla sahlbergi
- Cardiocondyla schkaffi
- Cardiocondyla sekhemka
- Cardiocondyla shuckardi
- Cardiocondyla sima
- Cardiocondyla stambuloffii
- Cardiocondyla thoracica
- Cardiocondyla tjibodana
- Cardiocondyla venustula
- Cardiocondyla weserka
- Cardiocondyla wheeleri
- Cardiocondyla wroughtonii
- Cardiocondyla zoserka